# Брачна понуда
„Брачна понуда” је југословенски и македонски ТВ филм из 1974. године. Режирао га је Димитар Христов а сценарио је написан по делу Антона Чехова.

## Улоге
| Глумац            | Улога |
| ----------------- | ----- |
| Аце Ђорчев        |       |
| Анче Џамбазова    |       |
| Љубиша Трајковски |       |